# Coupe du Prince Rainier
Le Coupe du Prince Rainier est une course automobile de voiturettes disputée le 11 avril 1936 en marge du Grand Prix de Monaco.

## Classement de la course
| Pos. | n° | Pilote             | Voiture  | Tours | Temps/Abandon     | Grille |
| ---- | -- | ------------------ | -------- | ----- | ----------------- | ------ |
| 1    | 78 | Prince Bira        | ERA      | 50    | 1 h 51 min 51 s 3 | 6      |
| 2    | 58 | Marcel Lehoux      | ERA      | 50    | + 2 min 04 s      | 14     |
| 3    | 76 | Nicholas Embiricos | ERA      | 49    | +1 tour           | 9      |
| 4    | 80 | Christian Kautz    | Maserati | 49    | +1 tour           | 10     |
| 5    | 27 | Earl Howe          | ERA      | 48    | +2 tours          | 1      |
| 6    | 56 | Luigi Villoresi    | Maserati | 46    | +4 tours          | 1      |
| Abd. | 82 | Hans Rüesch        | Maserati | 43    | Accident          | 12     |
| Abd. | 44 | Frederick McEvoy   | Maserati | 43    | Accident          | 17     |
| DSQ  | 60 | Patrick Fairfield  | ERA      | 50    | -                 | 8      |
| DSQ  | 54 | Raymond Mays       | ERA      | 48    | -                 | 3      |